# سوق بكارو
سوق بكارو أو «بكارة» أو «بكارها»(بالصومالية: Suuqa Bakaaraha)‏ هو سوق مفتوح في العاصمة الصومالية مقديشو، يعتبر الأكبر في البلاد، واشتق اسم باكارها من الكلمة الصومالية baqaar التي تعني صومعة الحبوب أو التخزين.
أُنشئ السوق في أواخر عام 1972 في عهد الرئيس الصومالي محمد سياد بري، ويشتهر السوق بتوفر السلع الأساسية ومن ضمنها الذرة والفول والفول السوداني والسمسم والقمح والأرز والبنزين والأدوية.

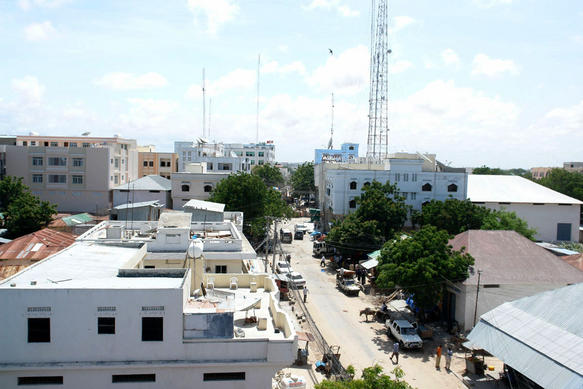
سوق بكارو عام 2005

## خلفية تاريخية

### معركة مقديشو
في 3 أكتوبر 1993 كان السوق أحد المناطق التي دارت فيها معركة مقديشو، حيث أسقطت طائرتان من أصل خمس طائرات هليكوبتر من طراز بلاك هوك تابعة للجيش الأمريكي شاركت في المعركة، بالقرب من منطقة السوق ما أدى إلى تبادل إطلاق نار عنيف استمر حتى مساء يوم 4 أكتوبر 1993.

### عنف وحرائق وتزوير العملة
في عام 1997 نشأ نزاع حول السيطرة على تحصيل الضرائب في السوق، وأُطلقت قذيفة آر بي جي على خزان وقود خلال الاشتباكات، ما أدى إلى جرح عدد من المدنيين.
في مارس من عام 1999 فر المئات من السوق بعد اندلاع اشتباكات بين المحاكم الإسلامية وميليشيات أمراء الحرب واستمرت حتى أبريل.
في 26 يناير 2000 شهد السوق إطلاق نار على أحمد كافي عوالي المعلق الإذاعي في إذاعة حسين محمد عيديد، وقُتل ثلاثة آخرون وأصيب سبعة.
في 5 يناير 2001 اندلع حريق في السوق، وتعرض قسم الخضار للتدمير، وكذلك جزء من قسم بيع اللبن. 
في فبراير 2001 أدى تدفق العملات المزيفة إلى إغلاق السوق لبعض الوقت، وأدى ذلك لانهيار الشلن الصومالي، ورفض التجار قبول ما عدا الدولار الأمريكي لبعض الوقت، وتأثرت تكلفة الأسلحة وتضاعفت تكلفة المواد الغذائية والضروريات خلال الأزمة.

في 10 أبريل 2004 اندلع حريق في السوق، وبحسب تقرير لمجلس الأمن الدولي فقد:
أدى حريق خطير في ليلة 10 أبريل 2004 سوق باكارا الرئيسي في مقديشو إلى مقتل ثمانية أشخاص على الأقل وإصابة أكثر من 30 آخرين، وذلك نتيجة إطلاق مسلحين النار بشكل عشوائي على مرتادي السوق، وتسبب الحادث في انعدام الأمن بشكل كبير في المناطق المحيطة بالسوق.
في 2 أكتوبر 2007 اندلع حريق آخر في السوق، وانتشر بسرعة، وأفادت تقارير بأن الحريق نتج عن قذيفة أطلقت خلال اشتباكات متقطعة بين قوات تحالف إعادة تحرير الصومال، وقوات الحكومة الانتقالية.
في 15 أكتوبر 2009 قصف متمردو حركة الشباب سوق بكارو بقذائف الهاون، ما أسفر عن مقتل 20 شخصًا وإصابة 58.
في 1 مايو 2010 انفجرت قنبلتان في مسجد بالقرب من السوق ما أسفر عن مقتل 39 شخصًا وجرح 70.
في 12 مايو 2011 شنت بعثة الاتحاد الأفريقي في الصومال والحكومة الاتحادية الانتقالية هجومًا على السوق لطرد حركة الشباب من المناطق المحيطة.
في 14 مايو 2011 تعرض السوق لقصف عنيف نتج عنه سقوط 14 ضحية على الأقل من المدنيين، معظمهم من النساء وكان من بين القتلى طفل واحد. 
في نوفمبر 2012 قُتل رئيس مجتمع الأعمال في سوق بكارو أحمد نوري أوديني، خارج مكتبه في مقديشو. 

## حواجز أمنية
كانت مليشيات محمد قنيري أفرح زعيم أحد الفصائل المسلحة والذي عُين وزيرا للأمن في الحكومة الاتحادية الانتقالية الصومالية تقيم حاجز أمنيا في السوق، وأُزيلت نقاط التفتيش من السوق في يونيو 2005 كجزء من مبادرة الورقة الخضراء للديمقراطية (GLED) ضمن "الأسبوع العالمي ضد الأسلحة الصغيرة". 